# Frediano Freschi
Frediano Freschi (Romans d'Isonzo, 20 ottobre 1919 – ...) è stato un calciatore italiano, di ruolo attaccante.

## Carriera
Nella stagione 1936-1937 ha giocato in Prima Divisione nel Pieris; l'anno seguente ha militato ancora nella stessa categoria, mentre nella stagione 1938-1939 ha esordito in Serie C con la maglia del Monfalcone. Ha continuato a giocare in terza serie con la società friulana fino al termine della stagione 1942-1943, dopo la quale i campionati sono stati sospesi a causa della Seconda guerra mondiale. Sempre con il Monfalcone ha disputato il Campionato Alta Italia 1943-1944, nel corso del quale ha messo a segno 3 reti in 13 presenze. Nella stagione 1946-1947 dopo un'ulteriore stagione a Monfalcone ha esordito in Serie B con la maglia della Pro Gorizia, con cui ha realizzato 2 reti in 25 presenze nella serie cadetta. Nella stagione successiva ha invece segnato 3 gol in 29 presenze; è rimasto alla Pro Gorizia anche nella stagione 1948-1949 e nella Associazione Sportiva Pro Gorizia 1949-1950, entrambe giocate in Serie C. Nelle due stagioni in terza serie segna rispettivamente 6 gol in 24 presenze ed un gol in 20 presenze. In seguito ha giocato un campionato di Prima Divisione nel San Lorenzo di Mossa ed uno in Promozione nella Pro Romans.
In carriera ha giocato complessivamente 54 partite in Serie B, categoria nella quale ha anche messo a segno 5 reti.